# ORA Good Cat
O Ora 03 é um carro compacto elétrico produzido pela Great Wall Motors sob sua marca de carros elétricos Ora desde novembro de 2020. É comercializado como Ora Funky Cat ou Ora Good Cat em vários mercados, GWM Ora 03 na Europa e no Brasil, e GWM Ora na Austrália e no Nepal.

## Visão geral
O Ora 03 foi apresentado no Salão do Automóvel de Chengdu em 24 de julho de 2020 com uma estética retrô estilizada pelo ex-designer da Porsche Emanuel Derta.  As vendas do veículo na China Continental começaram em 24 de novembro de 2020. As vendas na Tailândia começaram em 29 de outubro de 2021, com os veículos importados da China. Em 2022, A GWM começou a comercializar o veículo no mercado europeu com o nome Funky Cat. No Brasil, o modelo foi lançado em 24 de Agosto de 2023.

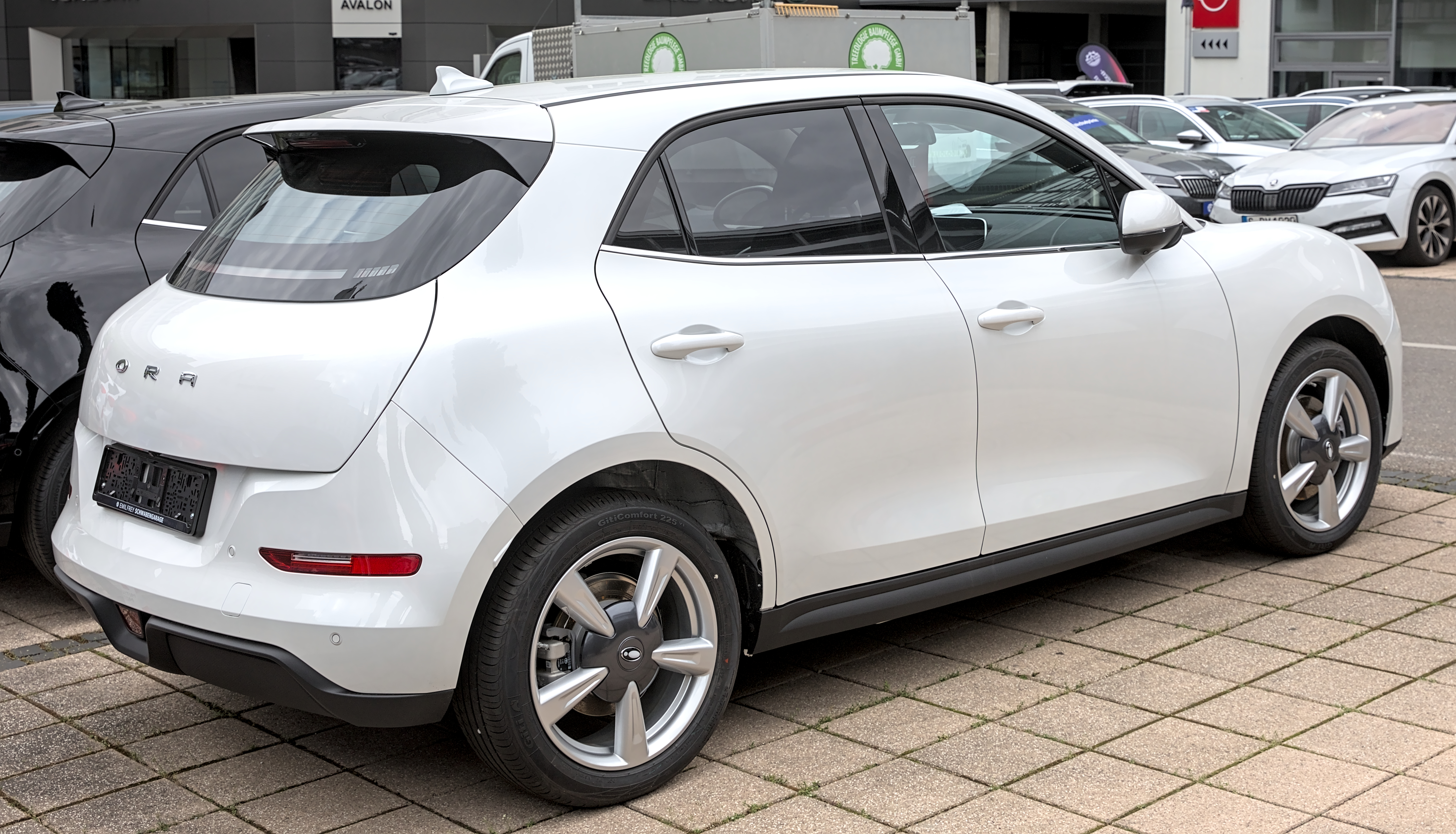
Visão traseira
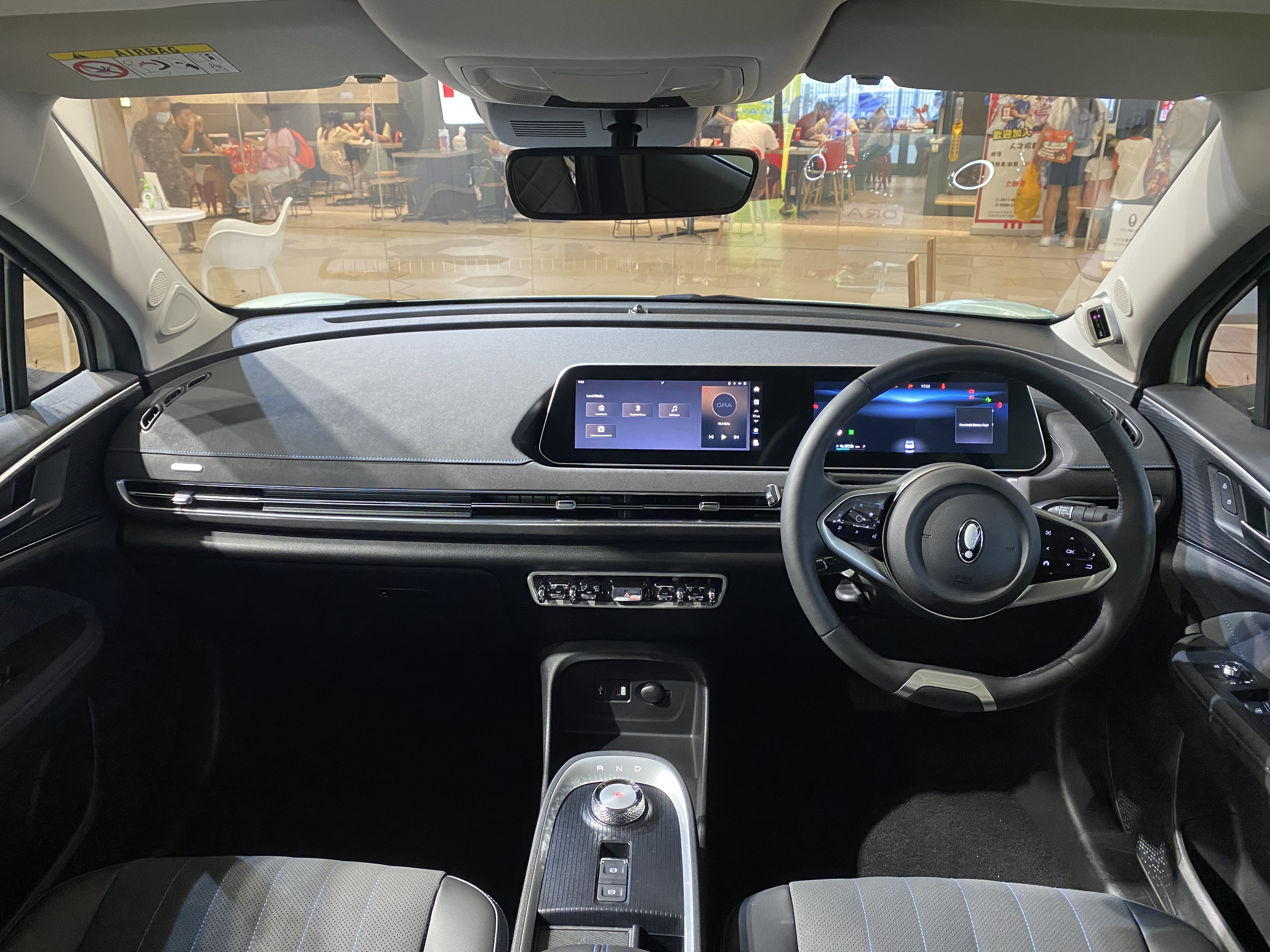
Interior
Visão frontal
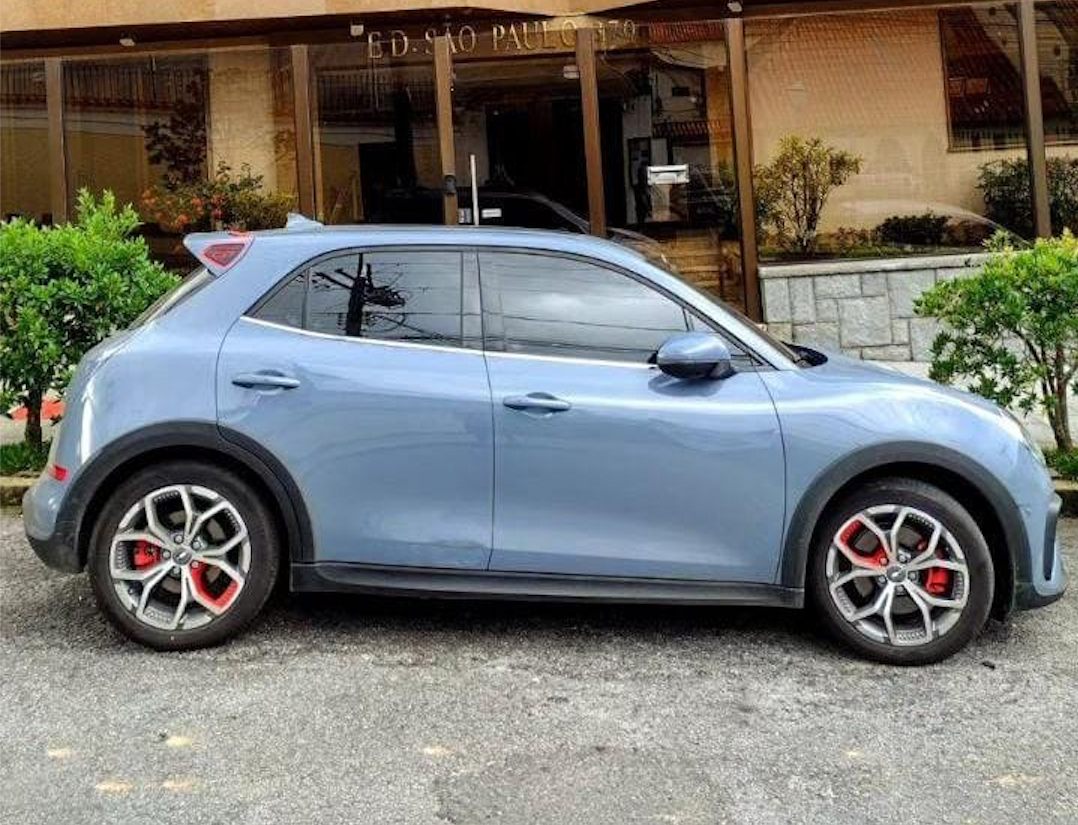
Visão lateral (versão GT)

## Conjunto Propulsor
O Ora 03 é oferecido com duas opções de motor elétrico, sempre montados no eixo dianteiro. Um possui 143 CV (105 kW) e 21 kgfm de torque e o outro 171 CV (128 kW) e 25,2 kgfm de torque. Também há duas opções de bateria, uma de LFP (lítio-ferro-fosfato) de 48 kWh e outra de NCM (níquel-cobalto-manganês) de 63 kWh. A autonomia no ciclo europeu WLTP fica entre 310 km e 418 km, dependendo da bateria instalada no veículo.

## Mercados

### Europa
Apresentado primeiramente como "ORA CAT Concept" no Salão do Automóvel de Munique em 2021, o Ora Funky Cat estreou na Europa em outubro de 2022, como parte do início das operações da GWM no continente.
Em novembro de 2023, o Ora Funky Cat foi renomeado para Ora 03 seguindo a nova estratégia de marketing intitulada 'One GWM'.

### Brasil
O Ora 03 foi apresentado no Brasil em 21 de Julho de 2023, no Festival Interlagos, com as vendas iniciando no Brasil em 24 de Agosto de 2023 com duas versões: Skin e GT. Em ambas, são oferecidas as cores Preto Hematita, Branco Ágata e Vermelho Brava. A cor Cinza Amazonita é exclusiva da versão GT, enquanto a cor Azul Copacabana é restrita à versão Skin. Apenas o motor de 171cv é oferecido.
Na ocasião do lançamento, foi apresentada a série especial "Skin Copacabana". Limitada em 200 unidades, a série comemora os 100 anos do Hotel Copacabana Palace. Oferecido somente na cor Azul Copacabana, a série conta exclusivamente com teto e retrovisores externos pintados de branco, além da opção do teto solar, item não disponível na versão Skin regular.

## Segurança
Em setembro de 2022, o veículo foi testado pelo Euro NCAP, recebendo cinco estrelas das cinco possíveis.

## Vendas
| Ano  | China  | Tailândia | Malásia | Brasil |
| ---- | ------ | --------- | ------- | ------ |
| 2020 | 2.016  |           |         |        |
| 2021 | 50.931 |           |         |        |
| 2022 | 52.800 | 3.828     | 252     |        |
| 2023 | 73.561 | 6.712     | 493     | 775    |
| 2024 |        | 2.426     | 1.136   | 6.326  |